# S31HT
HTC Aria S31HT（エイチティーシー アリア エスさんいちエイチティ）はHTCが開発しイー・モバイルが販売するW-CDMA及びGSM通信方式に対応するAndroidをOSに搭載したスマートフォン。

## 概要
- イー・モバイルとしては初めて発売されるAndroidスマートフォンである。
- 海外で販売されているHTC Aria A6366(HTC Liberty)のイーモバイルローカライズモデル(W-CDMA 2100MHz → 1700MHz)である。SIMフリー端末であるため、日本国内ではFOMAカードないしはドコモUIMカードを挿入した状態で、東名阪バンドエリアで利用可能であったが、後に停波されたため、旧・イー・アクセス回線でなければ国内使用は不可となった。海外では、GSMエリアでのみ利用する形となる。
- テザリング機能に対応し、最大8台まで同時接続可能。

## 歴史
- 2010年10月28日 - イー・モバイルより発表。
- 2010年11月5日  - 技術基準適合証明通過。
- 2010年12月17日 - 発売。
- 2011年3月10日 - EMnet対応のためのシステムソフトウェア更新、およびEMnetメールアプリトライアル版の提供を開始。
- 2011年9月7日 - 連続したドット「 . 」が含まれるメールアドレス対応のためのシステムソフトウェア更新を開始。